# Willardia parviflora
Willardia parviflora är en ärtväxtart som beskrevs av Joseph Nelson Rose. Willardia parviflora ingår i släktet Willardia och familjen ärtväxter. Inga underarter finns listade i Catalogue of Life.